# Steve Forrest
Steven Forrest (născut pe 25 septembrie 1986 în Modesto, California), este bateristul trupei Placebo.

## Cariera
Înainte de intrarea în Placebo, Forrest a fost bateristul trupei americane de punk rock Evaline, pe care a părăsit-o în mod oficial în februarie 2007, rămânând însă alături de ei pe parcursul turneului pe care l-au susținut în acel an în SUA. În cadrul acestui turneu, Evaline au cântat în deschiderea concertelor Placebo.
Forrest își amintește că imediat ce a aflat că Placebo s-au despărțit de Steve Hewitt, s-a decis să trimită un demo formației - un videoclip care îl înfățișa cântând la tobe. „Pe vremea când eram împreună în turneu”, își amintește artistul, „Brian și Stefan mă urmăreau adesea cântând... Le plăcea stilul meu. Mi-am spus că poate aveam șansele mele”. Împreună cu videoclipul respectiv, Forrest a trimis și un mesaj: „Știu că nu căutați pe nimeni momentan, dar dacă și când o veți face, luați-mă în considerare!” Cu toate acestea, Forrest a fost luat prin surprindere de telefonul pe care l-a primit chiar a doua zi de la Brian Molko, telefon ce reprezenta o invitație la Londra..
Steve povestește că, deși nu i s-a cerut, el a învățat singur cântecele formației: „Am învățat toate cele cinci albume în două luni. Nu mi-au spus să fac asta - dar am vrut să mă asigur că aveam să fiu acceptat. Așa că am învățat toate cântecele – plus B-side-urile. Numește-mi un cântec și ți-l interpretez.”
După audiție, managerul Alex Weston l-a anunțat că membrii formației s-au decis să îl accepte ca parte componentă Placebo.
Forrest a fost confirmat ca membru oficial al formației pe 6 august 2008.